# Fred Biletnikoff Award
Le Fred Biletnikoff Award est une récompense décernée, chaque année depuis 1994, au meilleur joueur de football américain évoluant au poste de wide receiver au niveau universitaire en Division 1 FBS de la NCAA. Il fait référence à Fred Biletnikoff (en) ancien joueur des Seminoles de Florida State (en NCAA) et des Raiders d'Oakland en NFL.
N'importe quel joueur offensif réceptionnant une passe vers l'avant est éligible pour ce prix. Néanmoins, depuis sa création, les gagnants ont toujours été des wide receiver.
L'événement est organisé par la Tallahassee Quarterback Club Foundation, Inc., une organisation indépendante sans but lucratif.
Un comité national de sélection composé de 215 journalistes, commentateurs, diffuseurs, et anciens joueurs est chargé d'élire le gagnant du trophée. Les membres du conseil d'administration de la Tallahassee Quarterback Club Foundation n'ont pas le droit de vote.

## Palmarès
| Saisons | Gagnants              | Équipes                        |
| ------- | --------------------- | ------------------------------ |
| 1994    | Bobby Engram (en)     | Nittany Lions de Penn State    |
| 1995    | Terry Glenn (en)      | Buckeyes d'Ohio State          |
| 1996    | Marcus Harris (en)    | Cowboys du Wyoming             |
| 1997    | Randy Moss            | Thundering Herd de Marshall    |
| 1998    | Troy Edwards (en)     | Bulldogs de Louisiana Tech     |
| 1999    | Troy Walters (en)     | Cardinal de Stanford           |
| 2000    | Antonio Bryant (en)   | Panthers de Pittsburgh         |
| 2001    | Josh Reed (en)        | Tigers de LSU                  |
| 2002    | Charles Rogers        | Spartans de Michigan State     |
| 2003    | Larry Fitzgerald      | Panthers de Pittsburgh         |
| 2004    | Braylon Edwards       | Wolverines du Michigan         |
| 2005    | Mike Hass (en)        | Beavers d'Oregon State         |
| 2006    | Calvin Johnson        | Yellow Jackets de Georgia Tech |
| 2007    | Michael Crabtree      | Red Raiders de Texas Tech      |
| 2008    | Michael Crabtree      | Red Raiders de Texas Tech      |
| 2009    | Golden Tate           | Fighting Irish de Notre Dame   |
| 2010    | Justin Blackmon       | Cowboys d'Oklahoma State       |
| 2011    | Justin Blackmon       | Cowboys d'Oklahoma State       |
| 2012    | Marqise Lee (en)      | Trojans de l'USC               |
| 2013    | Brandin Cooks         | Beavers d'Oregon State         |
| 2014    | Amari Cooper          | Crimson Tide de l'Alabama      |
| 2015    | Corey Coleman (en)    | Bears de Baylor                |
| 2016    | Dede Westbrook (en)   | Sooners de l'Oklahoma          |
| 2017    | James Washington (en) | Cowboys d'Oklahoma State       |
| 2018    | Jerry Jeudy           | Crimson Tide de l'Alabama      |
| 2019    | Ja'Marr Chase         | Tigers de LSU                  |
| 2020    | DeVonta Smith         | Crimson Tide de l'Alabama      |
| 2021    | Jordan Addison (en)   | Panthers de Pittsburgh         |
| 2022    | Jaylin Hyatt (en)     | Volunteers du Tennessee        |
| 2023    | Marvin Harrison Jr.   | Buckeyes d'Ohio State          |
| 2024    | Travis Hunter         | Buffaloes du Colorado          |

## Statistiques par équipes
| Équipes                        | Nombre |
| ------------------------------ | ------ |
| Cowboys d'Oklahoma State       | 3      |
| Panthers de Pittsburgh         | 3      |
| Crimson Tide de l'Alabama      | 3      |
| Tigers de LSU                  | 2      |
| Buckeyes d'Ohio State          | 2      |
| Beavers d'Oregon State         | 2      |
| Bears de Baylor                | 1      |
| Buffaloes du Colorado          | 1      |
| Yellow Jackets de Georgia Tech | 1      |
| Bulldogs de Louisiana Tech     | 1      |
| Thundering Herd de Marshall    | 1      |
| Wolverines du Michigan         | 1      |
| Spartans de Michigan State     | 1      |
| Fighting Irish de Notre Dame   | 1      |
| Sooners de l'Oklahoma          | 1      |
| Beavers d'Oregon State         | 1      |
| Nittany Lions de Penn State    | 1      |
| Panthers de Pittsburgh         | 1      |
| Cardinal de Stanford           | 1      |
| Volunteers du Tennessee        | 1      |
| Red Raiders de Texas Tech      | 1      |
| Trojans de l'USC               | 1      |
| Cowboys du Wyoming             | 1      |